# Culeolus gigas
Culeolus gigas är en sjöpungsart som beskrevs av Sluiter 1904. Culeolus gigas ingår i släktet Culeolus och familjen lädermantlade sjöpungar. Inga underarter finns listade i Catalogue of Life.